# Летающий падре
«Летящий падре» (Летящий падре, англ. Flying Padre) — документальный фильм режиссёра Стэнли Кубрика.

## Сюжет
Герой фильма «Летающий падре» — преподобный Фред Штадтмюллер (англ. Fred Stadtmuller), католический священник из сельской местности Нью-Мексико. Его прихожане ласково называют его «Летающим падре», чей приход площадью в 400 квадратных миль настолько велик, что только при помощи самолёта Piper J-3 Cub (под названием «Дух святого Иосифа» — Spirit of St. Joseph) он может перемещаться из одного поселения в другое.
В фильме представлены два дня из жизни священника. Мы видим, как он даёт духовные наставления, служит заупокойные мессы и просто ведёт обычный завтрак в своём приходском доме. За эти два дня он провёл заупокойную службу по работнику ранчо, а также помог двум молодым прихожанам, которые поссорились.
В кульминационный момент фильма «Летающий падре» не только перевозит больного ребёнка и его мать в больницу, но и выступает в роли импровизированного санитарного самолёта.

## В ролях
| Актёр                        | Роль        |
| ---------------------------- | ----------- |
| Боб Хайт                     | в роли себя |
| Преподобный Фред Штадтмюллер | в роли себя |
| Педро                        | в роли себя |

## Производство
После того, как в 1951 году Кубрик продал свой первый короткометражный фильм «День битвы» за самофинансирование компании RKO за 4000 долларов (получив прибыль в размере 100 долларов), компания предоставила 23-летнему режиссеру деньги на создание следующего проекта — короткометражного документального фильма для серии Pathe Screenliner, которая специализировался на короткометражных документальных фильмах, представляющих интерес для людей. Изначально он хотел назвать фильм «Небесный пилот», но студии не понравилось название.
В одном из интервью 1969 года Кубрик назвал «Летающего падре» «глупой затеей». Однако этот фильм стал важной вехой в его начинающейся карьере режиссёра. «Именно тогда я официально уволился с работы в журнале Look, чтобы полностью посвятить себя кинопроизводству», — сказал Кубрик в том же интервью.